# Kwadwo
Kwadwo (IPA: kʷaˈdʒo) ist ein in Ghana weit verbreiteter männlicher Akan-Vorname, der jedoch auch als Familienname vorkommt. In der Sprache der Akan bedeutet Kwadwo „an einem Montag geboren“.

## Namensträger

### Vorname
- Kwadwo Afram Asiedu, ghanaischer Politiker
- Kwadwo Baah-Wiredu (1952–2008), ghanaischer Politiker
- Kwadwo Asamoah (* 1988), ghanaischer Fußballspieler
- Kwadwo Mpiani, ghanaischer Politiker
- Nana Kwadwo Seinti (* 1941), ghanaischer Politiker

### Familienname
- Keshia Kwadwo (* 1999), deutsche Sprinterin
- Leroy Kwadwo (* 1996), deutscher Fußballspieler
- Manfred Osei Kwadwo (* 1995), ghanaischer Fußballspieler
- Osei Kwadwo (um 1735–um 1777), Herrscher des Königreichs Ashanti 1764–1777
- Yasmin Kwadwo (* 1990), deutsche Leichtathletin